# Melanie Fronckowiak
Melanie Nunes Fronckowiak (Araranguá, 16 gennaio 1988) è una cantante e attrice brasiliana, di origine polacca.
Talora è chiamata Mel Fronckowiak.

## Biografia
Ha vinto il titolo di Miss Mondo Rio Grande do Sul ed è diventata modella a soli 19 anni. In seguito è stata eletta Miss Butt in un concorso con partecipanti provenienti da tutto il mondo.
Mel ha seguito corsi di teatro ed è poi apparsa spot televisivi. Il suo debutto di attrice è stato nella telenovela Viver a Vida.
Nella stagione 2011-2012, è stata una dei protagonisti della telenovela Rebelde, che aveva un gruppo chiamato RebeldeS, dove ha partecipato insieme agli altri cinque protagonisti della trama.
Mel ha ricevuto il premio Troféu Internet e il Prêmio Jovem Brasileiro come Miglior Attrice e Miglior Cantante Giovane.
Dal 2014 al 2015 è stata presentatrice del programma A Liga da Rede Bandeirantes.
Nel 2015 ha fatto un cameo nella serie O Hipnotizador da HBO.
È attualmente presentatrice nel programma Destino Certo in Globosat.

## Vita privata
Dal 2012 è sentimentalmente legata all'attore Rodrigo Santoro; i due si sono poi sposati nel 2016 e hanno due figli.

## Filmografia

### Televisione
- Viver a Vida – serial TV, 1 episodio (2010)
- Rebelde – serial TV, 4 episodio (2011)
- El hipnotizador – serie TV, episodi 1x07-1x08 (2015)
- 3% – serie TV, 17 episodi (2016-2018)

## Discografia

### Con RebeldeS
- Rebeldes (2011)
- Meu Jeito, Seu Jeito (2012)

## Opere scritte
- Inclassificável: Memórias da Estrada (2013)

## Premi e nomination
| Anno | Premio                  | Categoria             | Nominato il lavoro                   | Risultato  |
| ---- | ----------------------- | --------------------- | ------------------------------------ | ---------- |
| 2012 | Troféu Imprensa         | Revelação do Ano      | Carla Ferrer in Rebelde              | Nominata   |
| 2012 | Troféu Internet         | Revelação do Ano      | Carla Ferrer in Rebelde              | Vincitrice |
| 2012 | Troféu Internet         | Melhor Atriz          | Carla Ferrer in Rebelde              | Vincitrice |
| 2012 | Prêmio Jovem Brasileiro | Melhor Atriz Jovem    | Carla Ferrer in Rebelde              | Vincitrice |
| 2012 | Prêmio Jovem Brasileiro | Melhor Cantora Jovem  | RebeldeS                             | Vincitrice |
| 2014 | Prêmio Jovem Brasileiro | Melhor Apresentadora  | A Liga                               | Vincitrice |
| 2014 | Prêmio Jovem Brasileiro | Literatura            | Inclassificável: Memórias da Estrada | Vincitrice |
| 2015 | Prêmio Jovem Brasileiro | Melhor Réporter Jovem | A Liga                               | Vincitrice |
| 2015 | Troféu Internet         | Melhor Apresentadora  | Destino Certo                        | Nominata   |